# Bonetti (California)
Bonetti è una comunità non incorporata nella Contea di El Dorado in California.  Si trova a 1412 metri (4632 piedi) di altezza.